# Tulasnella pruinosa
Tulasnella pruinosa é uma espécie de fungo pertencente à família Tulasnellaceae.